# Cercocebus galeritus
Cercocebus galeritus är en däggdjursart som beskrevs av Peters 1879. Cercocebus galeritus ingår i släktet Cercocebus och familjen markattartade apor. Inga underarter finns listade. Det svenska trivialnamnet Tanamangab förekommer för arten.

## Utseende
Tanamangaben har huvudsakligen grå päls. Buken, halsen, extremiteternas insida och kinderna är ljusare till vitaktig. Ibland har pälsen en gul skugga. Kännetecknande är den mörka till svarta tofsen på huvudet och även svansens spets är svartaktig. De övre ögonlocken är vita då de saknar pigment.
Honor är med en kroppslängd (huvud och bål) av cirka 48 cm, en svanslängd av cirka 57 cm och en vikt av ungefär 5,4 kg tydlig mindre än hanar. Hanar blir cirka 55 cm långa (huvud och bål), har en 71 cm lång svans och väger cirka 10,2 kg.

## Utbredning och habitat
Denna primat förekommer bara i ett mindre område vid Tanafloden i östra Kenya. Regionen ligger 40 till 60 meter över havet. Arten vistas där i galleriskog och angränsande buskskogar.

## Ekologi
Hannar och honor bildar flockar som vanligen har 13 till 36 medlemmar. Ibland förekommer större grupper med 50 till 60 individer eller mycket sällan med upp till 80 medlemmar. Flockens hanar avger höga skrik som påpekar för artfränder var flocken håller till.
Födan varierar mellan olika växtdelar som frukter och frön, insekter och mindre ryggradsdjur som grodor och ödlor.
Könsmognaden infaller för honor vid 4 till 5 års ålder. Sedan ligger allmänt 1,5 till 2 år mellan två kullar. De flesta ungar föds mellan november och februari. Honan är cirka 180 dagar dräktig.

## Hot och status
Tanamangaben hotas av habitatförlust när skogen omvandlas till jordbruksmark eller oljepalmodlingar. Ibland dödas individer av bönder som betraktar primaten som skadedjur. IUCN kategoriserar arten globalt som starkt hotad.